# بيدرو كوندي (عسكري)
بيدرو كوندي (بالإسبانية: Pedro Conde)‏ هو عسكري أرجنتيني، ولد في 26 مارس 1785 في بوينس آيرس في الأرجنتين، وتوفي في 26 مايو 1821 في Sayán District ‏ في بيرو.